# Stephen Whiting

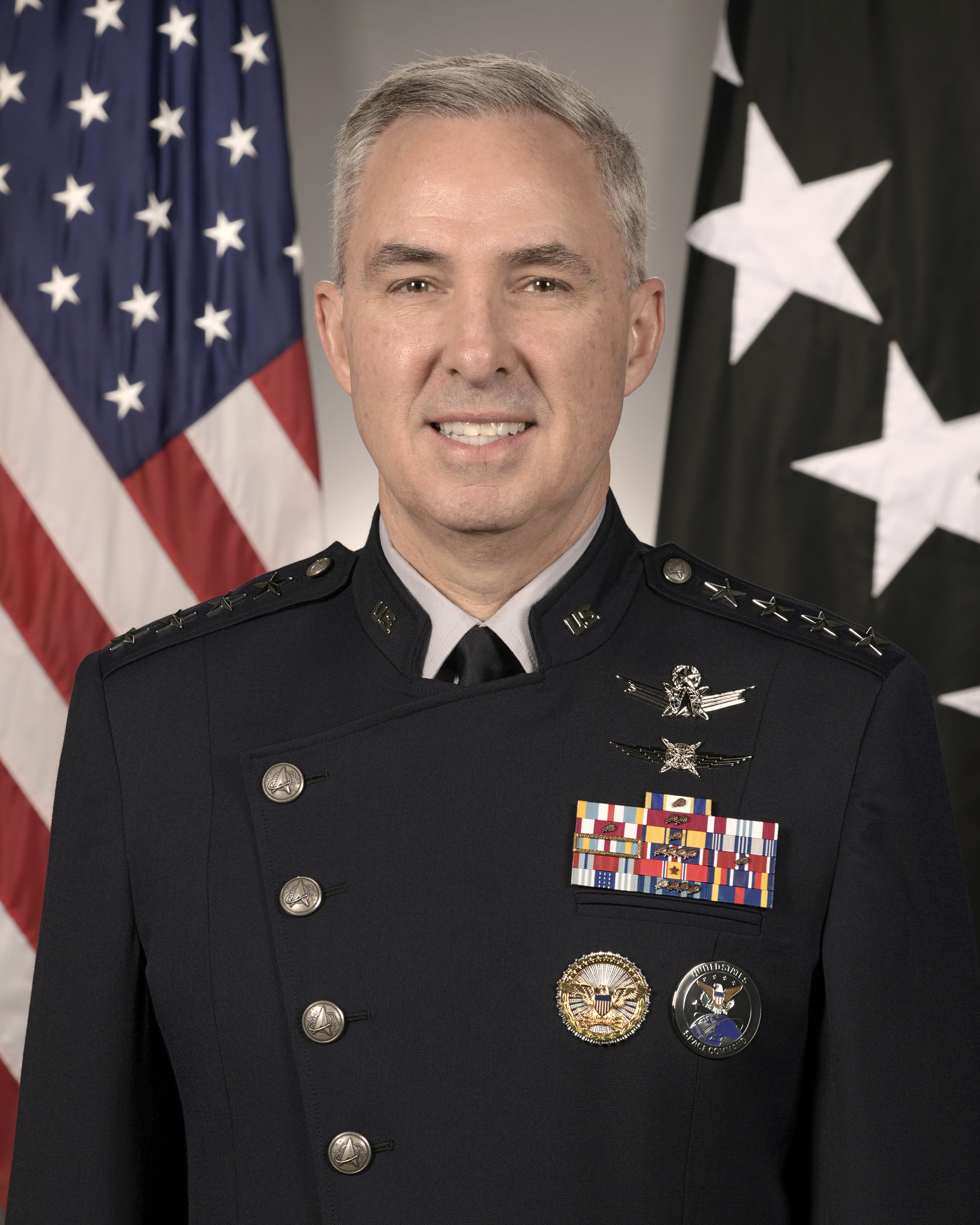
Stephen Whiting (2024)

Stephen Newman Whiting (* 14. September 1967 in Ocean Springs, Mississippi) ist ein US-amerikanischer General. Seit 2024 ist er Kommandeur des United States Space Command.

## Leben
Stephen Whiting absolvierte 1989 die Ausbildung an der United States Air Force Academy und schloss diese mit einem Bachelor of Science in Aeronautical Engineering ab. Einer seiner Lehrgangskameraden war der heutige General der United States Air Force, Gregory M. Guillot. Von November 1990 bis November 1993 war Whiting Crew Commander in der 6th Space Warning Squadron auf der Cape Cod Air Force Station in Massachusetts. Es schlossen sich Verwendungen an als Radaroffizier bei der 21st Operations Support Squadron auf der Peterson Air Force Base in Colorado (1993–1994) sowie als Einsatzoffizier der gleichen Staffel (1994–1995). Von 1995 bis 1997 war er im Hauptquartier der United States Air Force eingesetzt und als Praktikant an der George Washington University in der US-Hauptstadt.
Von August 1997 bis Juli 2000 war er mit der Steuerung von militärisch genutzten Satelliten befasst und tat auf der Schriever Air Force Base Dienst. Danach folgte seine Stabsoffizier-Ausbildung am Air Command and Staff College und eine Weiterbildung an der School of Advanced Air and Space Studies auf der Maxwell-Gunter Air Force Base in Alabama von 2000 bis 2002. Nach einer etwa einjährigen Verwendung im Hauptquartier des United States Space Command und einer Abteilung des United States Strategic Command wurde er als Adjutant des Kommandeurs des United States Strategic Command verwendet.
Im Juli 2004 übernahm Whiting die 13th Space Warning Squadron auf der Clear Air Force Station in Alaska als Staffelkapitän. Ab Juli 2005 war er für zehn Monate bei der RAND Corporation, einer Denkfabrik in Santa Monica nahe Los Angeles in Kalifornien, als Fellow, bevor sich die nächste Vorgesetztenverwendung anschloss. Bis Juni 2008 amtierte er als Kommandeur des 614th Air and Space Operations Center und gleichzeitig Direktor des Joint Space Operations Center auf der Vandenberg Air Force Base, ebenfalls in Kalifornien. Nach einem Jahr als Fellow bei der Chief of Naval Operations’ Strategic Studies Group wurde Whiting 2009 Kommandeur des 21st Space Wing auf der Peterson AFB.
Von 2011 bis 2013 war er als Assistent des stellvertretenden Secretary of Defense im Pentagon tätig. Im Juli 2013 wurde er stellvertretender Kommandeur des United States Air Force Warfare Center auf der Nellis Air Force Base und am 8. Juli 2013 auf diesem Dienstposten zum Brigadier General ernannt. Von August 2015 bis November 2017 war er im United States Space Command auf mehreren Dienstposten eingesetzt und unter anderem für alle Operationen bezüglich Cyberspace und Aufklärung verantwortlich und wurde am 2. Mai 2017 zum Major General ernannt. Die nächste Verwendung führt ihn erneut auf die Vandenberg AFB in Kalifornien als Kommandeur der 14th Air Force. Im Jahr 2019 erfolgte eine größere Reorganisation der amerikanischen Streitkräfte, infolgedessen eine eigene Teilstreitkraft für Operationen im Weltraum geschaffen wurde, bezeichnet als United States Space Force. Whiting war in diesem Zusammenhang im November und Dezember 2019 zunächst stellvertretender Kommandeur des Air Force Space Command, welches im Dezember 2019 zum Hauptquartier der Space Force transformiert wurde.
Im Oktober 2020 wurde er zum Lieutenant General befördert und im gleichen Monat Kommandeur des Space Operations Command. Im Januar 2024 übernahm er schließlich das United States Space Command als Kommandeur und wurde am 10. Januar 2024 zum General befördert. Seine Anhörung im Senat der Vereinigten Staaten fand zusammen mit der seines Lehrgangskameraden Guillot statt, der im Februar 2024 Kommandeur des United States Northern Command wurde.